# 메이즈 (2017년 영화)
《메이즈》(Maze)는 영국에서 제작된 스티븐 버크 감독의 2017년 모험, 범죄, 드라마 영화이다. 톰 본-롤러 등이 주연으로 출연하였다. 2017년 9월 22일 개봉하였다.

## 출연

### 주연
- 톰 본-롤러
- 배리 워드
- 마틴 맥캔

### 조연
- 에일린 월쉬
- 아론 모나그핸
- 니암 맥그래디
- 패트릭 뷰캐넌